# 教皇派と皇帝派
教皇派（きょうこうは）と皇帝派（こうていは）は、12世紀から13世紀の主に北イタリアにおいて、対立するローマ教皇と神聖ローマ皇帝をそれぞれを支持した都市、貴族達を指すが、14世紀から15世紀には本来の意味から離れ、対立する都市間の争いや都市内部の派閥抗争における両勢力の便宜的な分類として用いられた。教皇派は教皇党（きょうこうとう）、ゲルフ（英語: Guelph）、グエルフォ（イタリア語: Guelfo）、皇帝派は皇帝党（こうていとう）、ギベリン（英語: Ghibelline）、ギベリノ（イタリア語: Ghibellino）ともいう。
元々は、神聖ローマ帝国の帝位争いにおいてヴェルフ派をヴェルフ、ホーエンシュタウフェン派をヴィーベリン（現在のヴァイブリンゲン）と言ったものが、ヴェルフ家が教皇と結んで、帝位についたホーエンシュタウフェン朝と対抗したため、これがイタリアに伝わり教皇派と皇帝派となった。

## 経緯
11世紀の叙任権闘争において、既に教皇と皇帝の争いは始まっており、皇帝ハインリヒ4世と対立するヴェルフ5世は、教皇派のトスカーナ女伯マティルデと結婚したため、教皇派はヴェルフ（ゲルフ）と呼ばれはじめた。
ザーリアー朝が断絶するとヴェルフ家のバイエルン公ハインリヒ10世（尊大公、ヴェルフ5世の甥）は、ホーエンシュタウフェン家のコンラート3世と帝位を争い、1140年のヴァインスベルクの戦い の「掛け声」からヴェルフ派がヴェルフ、ホーエンシュタウフェン派がウィーベリンと呼ばれるようになった。
ドイツ国内においては、ヴェルフとウィーベリンは文字通り両家を支持する派閥であり、ヴェルフ家のオットー4世が皇帝になった時には、ヴェルフが皇帝派、ウィーベリンが教皇派となっている。

## イタリア
しかし、北イタリアではホーエンシュタウフェン朝が積極的にイタリア政策を進めたため、これを支持する都市がギベリン、これに抵抗して教皇の支持を求めたロンバルディア同盟などの都市がゲルフと呼ばれた。一般的には、貴族は皇帝派が多く、都市市民は教皇派が多かったといわれるが、単に対立勢力が皇帝派になったから教皇派になるといった例も多かった。
ゲルフ対ギベリンの争いは、1250年にフリードリヒ2世が亡くなり、1268年にホーエンシュタウフェン家の最後の王コッラディーノが教皇の意を受けたシャルル・ダンジューにより処刑されたためゲルフの勝利として一旦終結したが、間もなくシャルルに対抗するものがギベリンと呼ばれるようになり、以降フランス、ナポリ、教皇系をゲルフ、ドイツ、スペイン系がギベリンとなるが、実情は単なる都市間、都市内の派閥争いだった。皇帝ハインリヒ7世や教皇ベネディクトゥス12世も、ゲルフ対ギベリンと称して対立することを禁じたが、ルネサンス期を通じて、この呼称はしばしば使用された。
ゲルフとギベリンの抗争に関して、よくダンテ・アリギエーリが言及されるが、実際はゲルフ内の白、黒派の対立によるものである。しかし、教皇ボニファティウス8世の意志により白派の主力がフィレンツェを追放された後は、ダンテの友人達が対抗上ギベリンに接近したため、ギベリンと間違えられることがある。同じく白派に近い立場の年代記作家ディーノ・コンパーニは、皇帝ハインリヒ7世がフィレンツェに秩序を取りもどしてくれると考えていた。
極めて有名な例として、ヴェローナにおけるモンタギュー家（皇帝派）とキャピュレット家（教皇派）の対立が知られる。両家の対立はダンテの『神曲』（煉獄編）においても触れられている。この対立に想を得たのが『ロミオとジュリエット』である。
15世紀のイタリア戦争時には、フランス王を支持したのがゲルフ、スペイン王を支持したのがギベリンと呼ばれたが、16世紀に神聖ローマ皇帝兼スペイン王カール5世がイタリア支配に成功し、これらの呼称は用いられなくなった。

## 主に皇帝派だった都市
- フォルリ
- モデナ
- ピサ
- シエーナ

## 主に教皇派だった都市
- ボローニャ
- ブレシア
- ジェノヴァ
- ペルージャ
- フィレンツェ